# Олівейра-де-Фрадеш
Оліве́йра-де-Фра́деш (порт. Oliveira de Frades; МФА: [o.ɫi.ˈvɐj.ɾɐ dɨ ˈfɾa.dɨʃ], Оліве́йра-ди-Фра́диш, «Оліве́йра-Чернеча») — муніципалітет і містечко в Португалії, в окрузі Візеу. Розташований у центрально-північній частині країни, на теренах історичної португальської провінції Бейра. Належить до Візеуської діоцезії Католицької церкви в Португалії. Права міського самоврядування має з 1836 року. Поділяється на 8 парафій. За адміністративним поділом, чинним до 1976 року, був складовою провінції Верхня Бейра. Площа муніципалітету — 147,45 км², населення муніципалітету — 10261 ос. (2011); густота населення — 69,59 осіб/км²
. Патрон — святий Пелагій. Святковий день муніципалітету — 7 жовтня. Поштовий індекс — 3680.  Код місцевої адміністративної одиниці — 1810. Складова статистичного регіону Центр.

## Географія
Олівейра-де-Фрадеш розташована на півночі Португалії, на заході округу Візеу.
Олівейра-де-Фрадеш межує на північному сході — з муніципалітетом Сан-Педру-ду-Сул, на сході — з муніципалітетом Возела, на півдні — з муніципалітетом Тондела, на південному заході — з муніципалітетом Агеда, на заході — з муніципалітетом Север-ду-Вога, на північному заході — з муніципалітетом Вале-де-Камбра.

## Населення
| Кількість мешканців | Кількість мешканців | Кількість мешканців | Кількість мешканців | Кількість мешканців | Кількість мешканців | Кількість мешканців | Кількість мешканців | Кількість мешканців | Кількість мешканців | Кількість мешканців | Кількість мешканців | Кількість мешканців | Кількість мешканців | Кількість мешканців |
| ------------------- | ------------------- | ------------------- | ------------------- | ------------------- | ------------------- | ------------------- | ------------------- | ------------------- | ------------------- | ------------------- | ------------------- | ------------------- | ------------------- | ------------------- |
| 1864                | 1878                | 1890                | 1900                | 1911                | 1920                | 1930                | 1940                | 1950                | 1960                | 1970                | 1981                | 1991                | 2001                | 2011                |
| 8 657               | 9 335               | 8 868               | 9 168               | 9 917               | 9 951               | 10 468              | 10 858              | 10 915              | 10 858              | 10 080              | 10 391              | 10 584              | 10 584              | 10 261              |